# 桥本欣五郎
桥本欣五郎（日語：橋本 欣五郎，1890年2月19日—1957年6月29日）陆军大佐，日本的甲级战犯，率部参与了九一八事变、南京大屠杀。

## 生平
1890年，出生。
1920年，毕业于日本陆军大学。
1936年，创建“大日本青年党”。
1937年，任炮兵纵队长。
1948年，甲级战犯，判终身监禁。
1955年，出狱。
1957年，去世。